# Lijfs

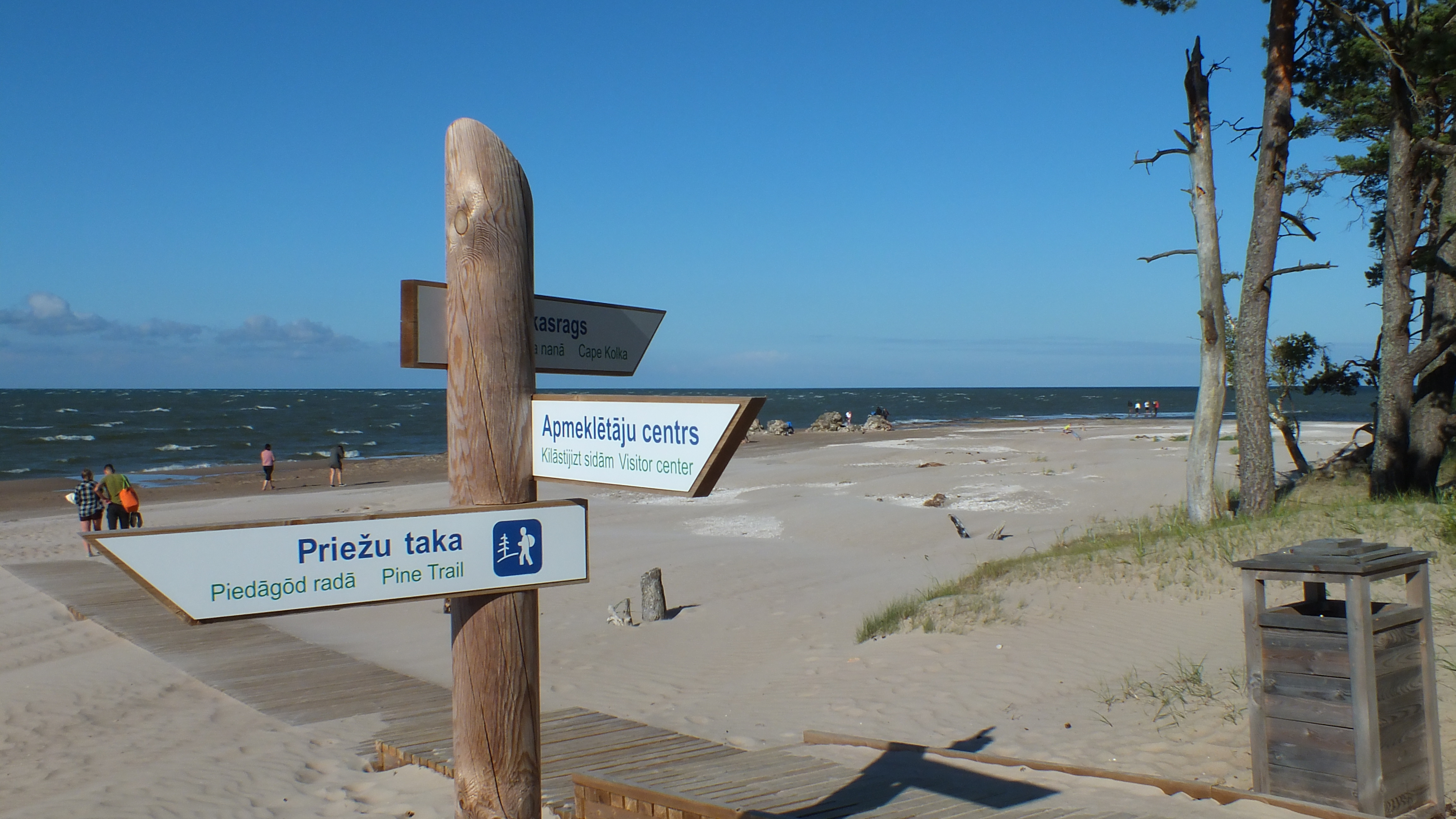
Drietalige wegwijzers Lets-Lijfs-Engels

Het Lijfs of Lijflands (līvõ kēļ of rāndakēļ) is een Oostzeefinse taal, die verwant is aan het Fins en het Estisch en gesproken wordt of werd aan de noordelijke kust van Letland. Het is de taal van het vroegere Lijfland. Tegenwoordig is de taal uitgestorven: de laatste moedertaalspreker in Lijfland overleed in 2009, de laatste geëmigreerde moedertaalspreker in 2013. Wel zijn er nog enkele tientallen mensen die het Lijfs als tweede taal beheersen.
De meeste etnische Lijven spreken tegenwoordig Lets. Sommigen van hen doen verwoede pogingen om hun taal weer tot leven te wekken, maar dit is uiterst problematisch wegens het zeer geringe aantal sprekers en de geringe gelegenheid die er is om de taal daadwerkelijk als omgangstaal te gebruiken. Het Lijfs werd samen met het Latgalisch als levende taal nog wel ondersteund door de Lijfse afdeling van het Europees Bureau voor Minderheidstalen, dat echter in 2010 is opgeheven.

## Geschiedenis
In de 13e eeuw telde het Lijfs ongeveer 30.000 moedertaalsprekers. In 1852 was dit aantal al gereduceerd tot 2394. De volgende historische gebeurtenissen hebben vermoedelijk uiteindelijk tot het uitsterven van het Lijfs geleid:
- De verovering van Lijfland in de 13e eeuw door de Orde van de Zwaardbroeders en de Duitse Orde.
- De Reformatie van 1552, waarbij Koerland bij Denemarken werd ingelijfd.
- De Russische invasie van 1557.
- De Lijflandse Oorlog.
- De Vrede van Nystad, waarbij Lijfland en Koerland Russische provincies werden.
- De Tweede Wereldoorlog en de afgedwongen aansluiting van Letland bij de Sovjet-Unie, waardoor Lijfland werd gemarginaliseerd.

De Lijfse taal kende alleen een klein lichtpuntje in 1918, toen de staat Letland werd gesticht.
Op 4 februari 1992 creëerde de Letse regering een cultureel beschermd gebied genaamd Līvõd Randa, de Lijfse kust. De taal was toen echter al bijna uitgestorven.

### Laatste sprekers
Op 28 februari 2009 maakte de Estse krant Eesti Päevaleht bekend dat Viktor Berthold (1921-2009) was overleden, een van de laatste sprekers van het Lijfs die nog alleen met deze taal waren opgegroeid. Al in de jaren twintig van de 20e eeuw begonnen Lijfstalige ouders met hun kinderen Lets te spreken. Berthold had contacten met taalkundigen die de Lijfse grammatica en woordenschat hebben geboekstaafd. In de jaren negentig gaf hij cursussen Lijfs aan kinderen.
Andere Lijven die tot hun dood bleven vasthouden aan hun taal, waren Poulin Klavin (1918–2001), die zijn hele leven aan de kust van Koerland heeft gewoond, en Edgar Vaalgamaa (1912–2003), een Lutherse predikant die in Finland leefde. Hij vertaalde het Nieuwe Testament in het Lijfs en schreef een boek over de geschiedenis en de cultuur van de Lijven (Valkoisen hiekan kansa, Jyväskylä, 2001).
Grizelda Kristiņa (1910-2013) was familie van Viktor Berthold. Sinds 1947 woonde ze in Canada. Ook zij had contacten met taalkundigen. Toen ze op 2 juni 2013 overleed, werd ze ‘de laatste moedertaalspreker van het Lijfs’ genoemd. Het is momenteel niet duidelijk (maar wel onwaarschijnlijk) of er nog andere moedertaalsprekers van het Lijfs in leven zijn.

## Alfabet
De karakters die gebruikt worden zijn een mengeling van het Lets en het Estisch.
A (Ā) B C (Č) D Ḑ E (Ē) F G Ģ H I (Ī) J K Ķ L Ļ M N Ņ O (Ō) Ȯ (Ȱ) P [Q] R Ŗ S Š Z Ž T Ț U (Ū) V (W) Õ (Ȭ) Ä (Ǟ) (Ö) (Ȫ) Ü [X] Y (Ȳ)

## Enkele begroetingen
| Līvõ kēļ            | Nederlands                     |
| ------------------- | ------------------------------ |
| Tēriņtš!            | Hallo!                         |
| Jõvā pǟva!          | Goedendag!                     |
| Jõvā ūomõg          | Goedemorgen                    |
| Jõvā ȭdõg           | Goedenavond                    |
| Jõvā īe             | Goedenacht                     |
| Nēmiz pǟl Nēmis sōņ | Tot ziens                      |
| Īe tēriņtš          | Doei, tot ziens                |
| Mīeldõb tuņḑšlõd    | Prettig kennis met je te maken |
| Tienū               | Dank je                        |
| Kui sin lǟb?        | Hoe gaat het?                  |
| Võtāmist!           | Welkom!                        |

## Enkele losse woorden en zinnen
| Līvõ kēļ                       | Nederlands            |
| ------------------------------ | --------------------- |
| Nǟ                             | Ja                    |
| Äb                             | Nee                   |
| Minā/ma um                     | Ik ben                |
| Minā/ma, sinā/sa, tämā/ta      | Ik, jij, hij/zij      |
| Mēg, tēg, ne                   | Wij, jullie, zij      |
| Se                             | Dit, dat, het         |
| Vȱlda                          | Zijn                  |
| Tokš                           | Natuurlijk            |
| Lītiz irg!                     | Eén moment!           |
| Minnõn um                      | Ik heb                |
| Sinnõn um                      | Jij hebt              |
| Kas sinnõn um..?               | Heb jij..?            |
| Andõks                         | Sorry, excuseer me    |
| Vež                            | Water                 |
| Vȯl                            | Bier                  |
| Līvõmō                         | Lijfland              |
| Madālizmōd                     | Nederland             |
| Ēstimō                         | Estland               |
| Lețmō                          | Letland               |
| Līvõd rānda                    | Lijfse kust, Lijfland |
| Līvõ kēļ                       | Lijfs (taal)          |
| Līvli                          | Lijf (persoon)        |
| Holand                         | Nederlander (persoon) |
| Ēstli                          | Est (persoon)         |
| Lețli                          | Let (persoon)         |
| Ma äb sō ... arū               | Ik versta geen ...    |
| Ma sōb                         | Ik versta             |
| Kas sa sōd līvõ kīeldõ arū?    | Versta je Lijfs?      |
| Kas sa rõkāndõd holand kīeldõ? | Spreek je Nederlands? |
| Ma um holand.                  | Ik ben Nederlander.   |
| Kas sa ūod englišmaņ?          | Ben jij Engels?       |
| Kus sa jelād?                  | Waar woon je?         |

## Telwoorden
| Līvõ kēļ | Nederlands |
| -------- | ---------- |
| Ikš      | Eén        |
| Kakš     | Twee       |
| Kuolm    | Drie       |
| Nēļa     | Vier       |
| Vīž      | Vijf       |
| Kūž      | Zes        |
| Seis     | Zeven      |
| Kōdõks   | Acht       |
| Īdõks    | Negen      |
| Kim      | Tien       |
| Sadā     | Honderd    |
| Tūontõ   | Duizend    |
| Miljon   | Miljoen    |